# Malva (color)
El malva és un color proper al magenta, semblant al de les flors de malva. Es tracta d'una tonalitat pàl·lida d'un color entre el lila i el lavanda, una de les tantes variacions del violat. És més un gris o un blau que un matís clar de magenta. Moltes flors salvatges que es defineixen com blaves són en realitat malva.
Una mostra del color malva:

## Localització i usos
- Color d'algunes flors.

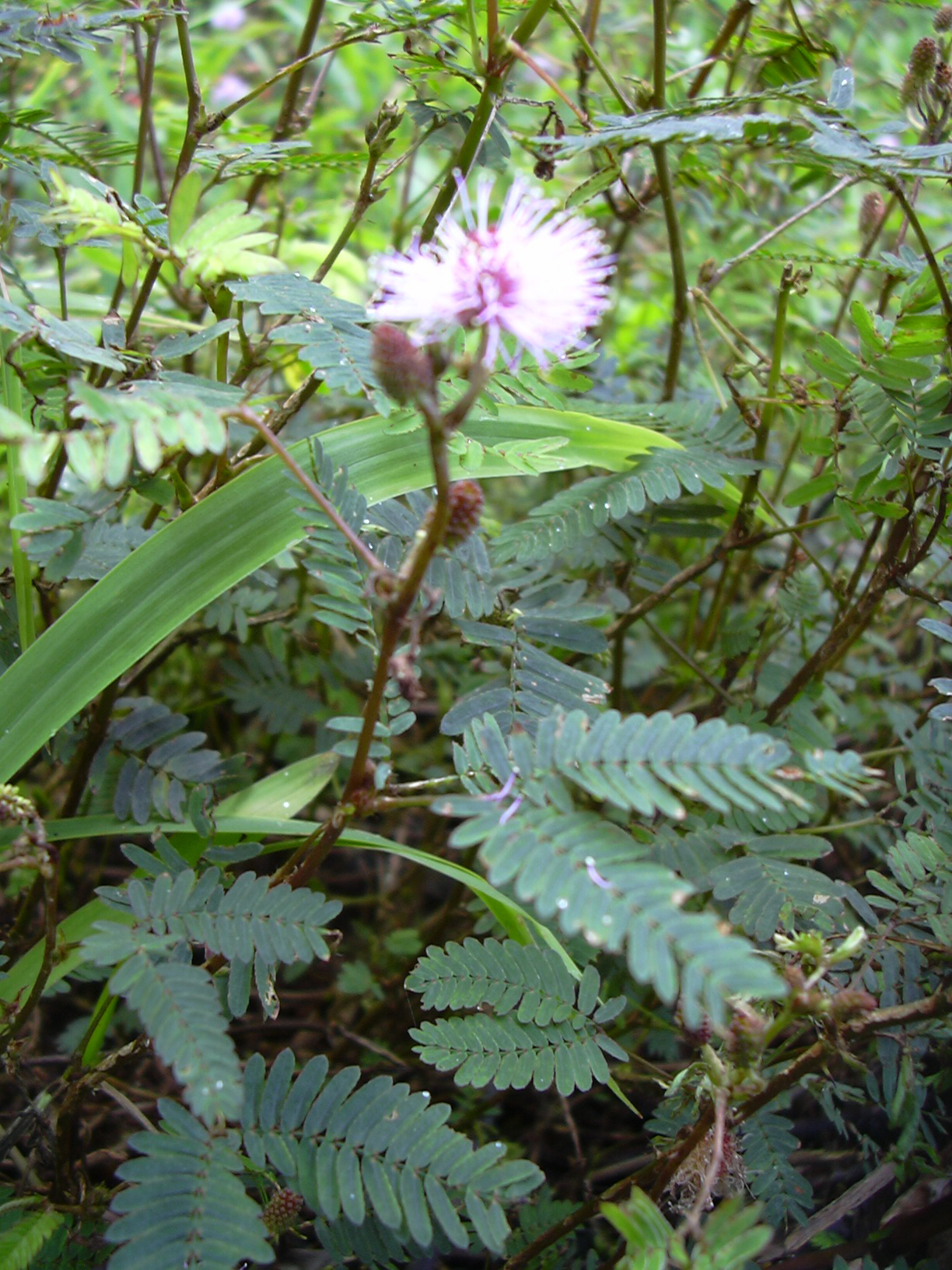
Sensitiva.
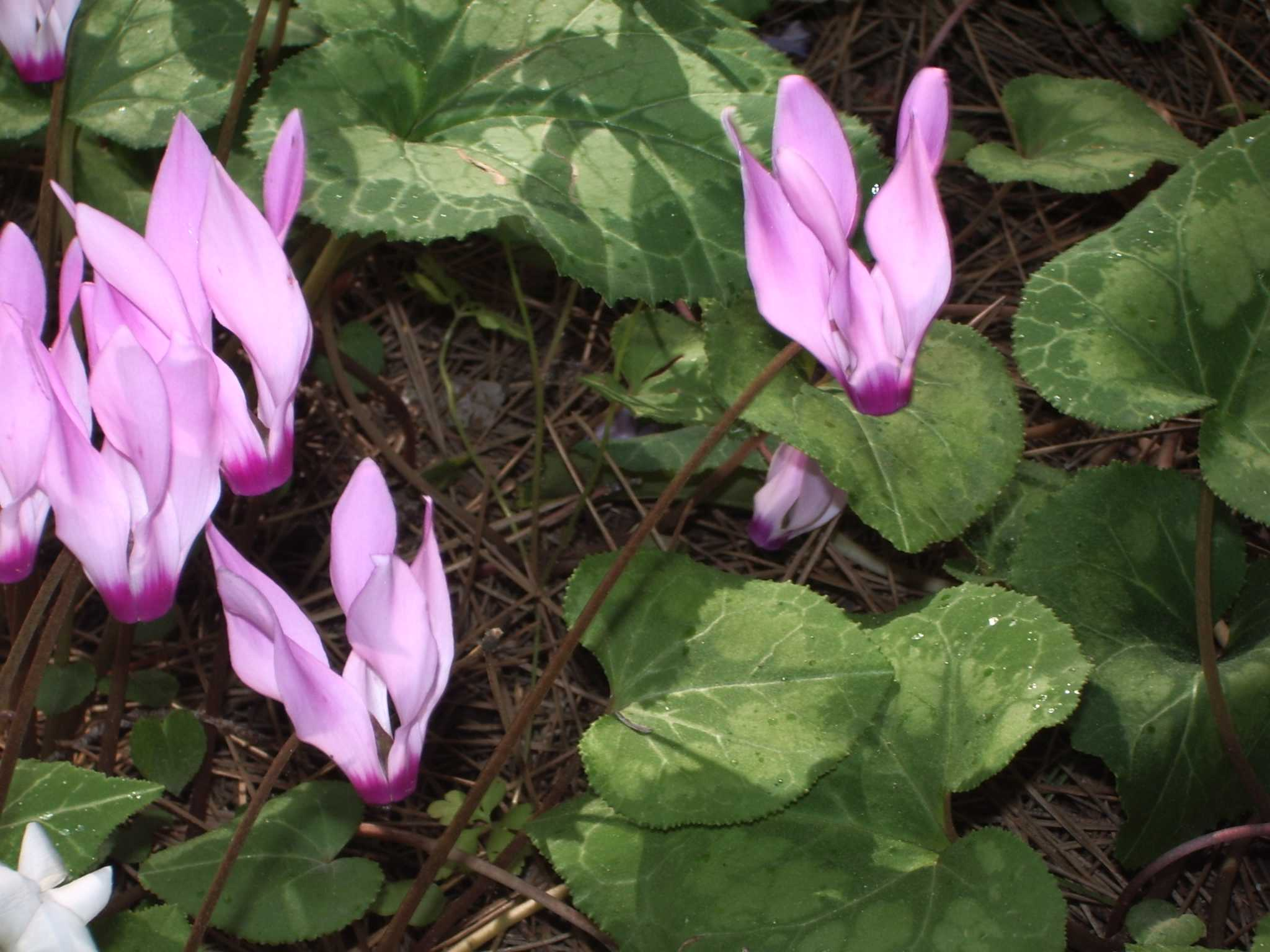
Ciclamen.
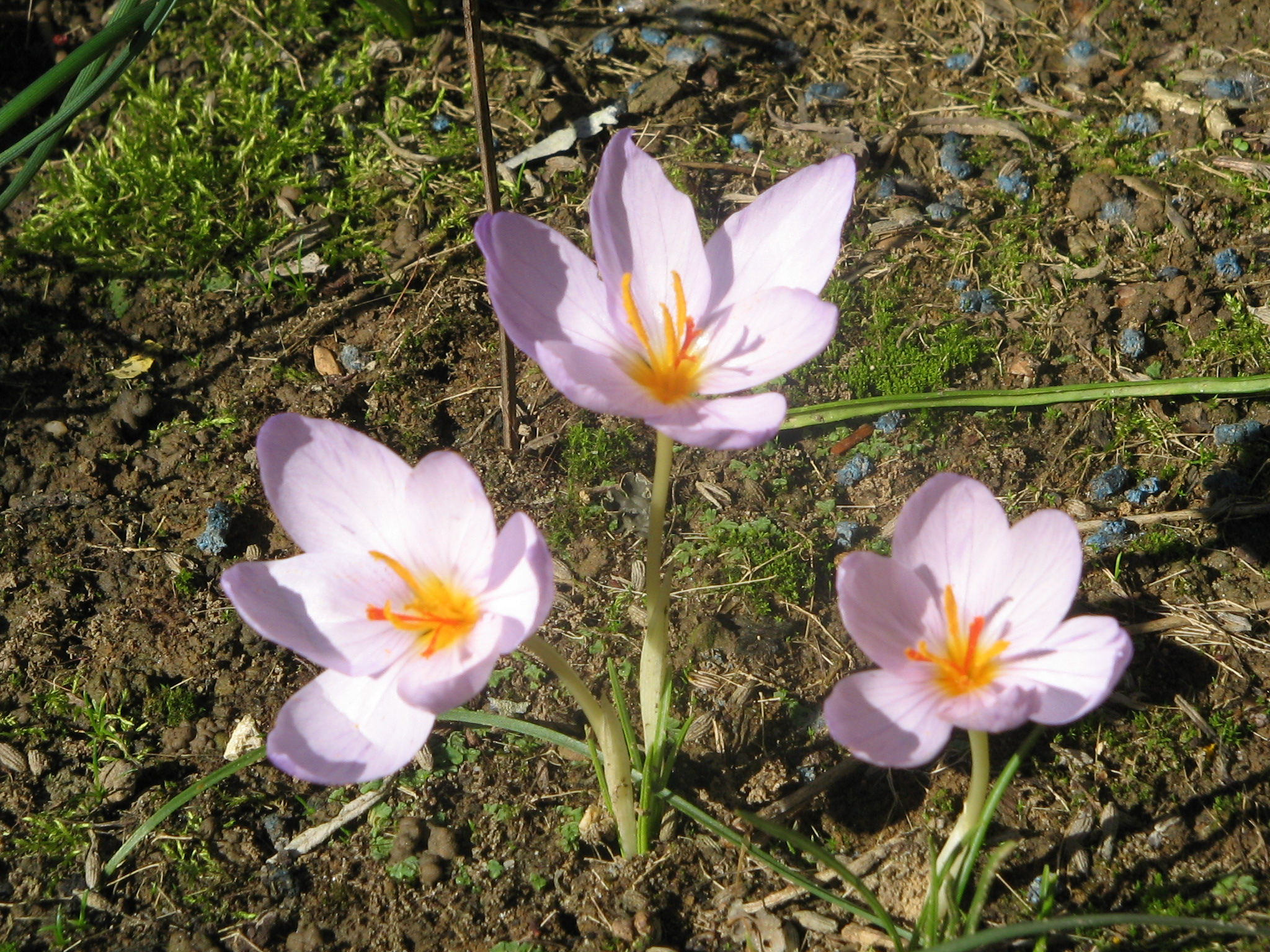
Crocus

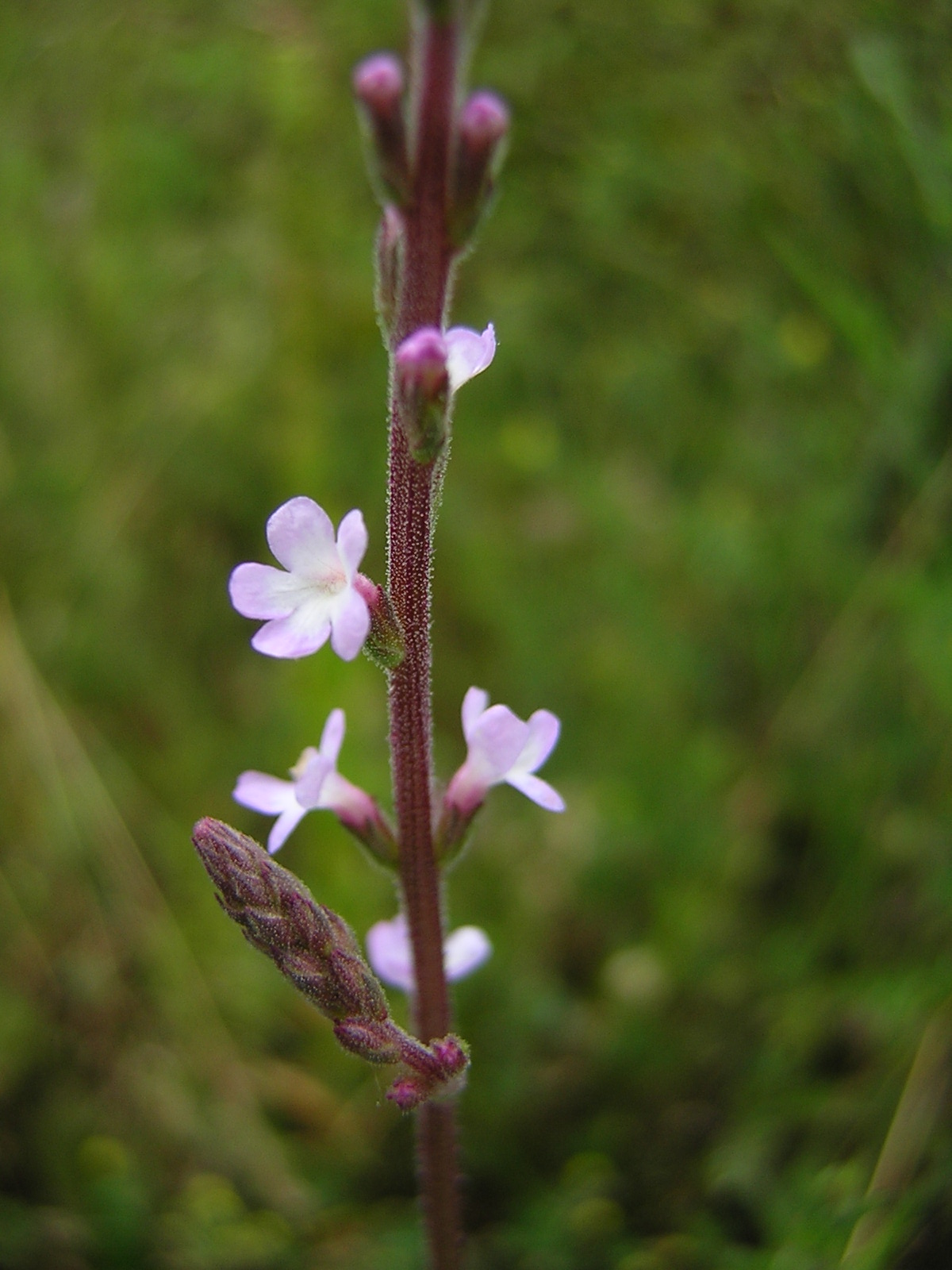
Berbena.
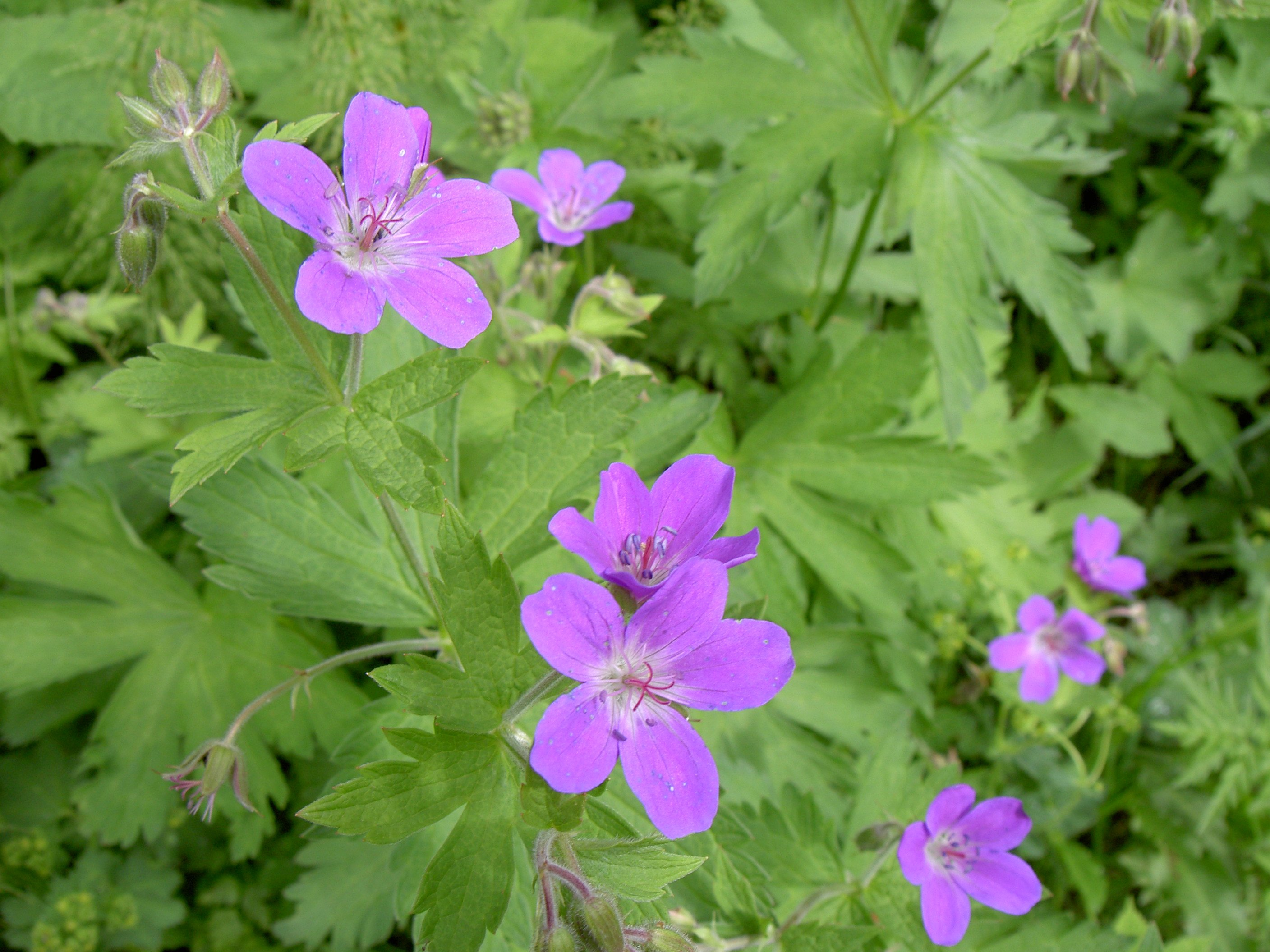
Geranium sylvaticum
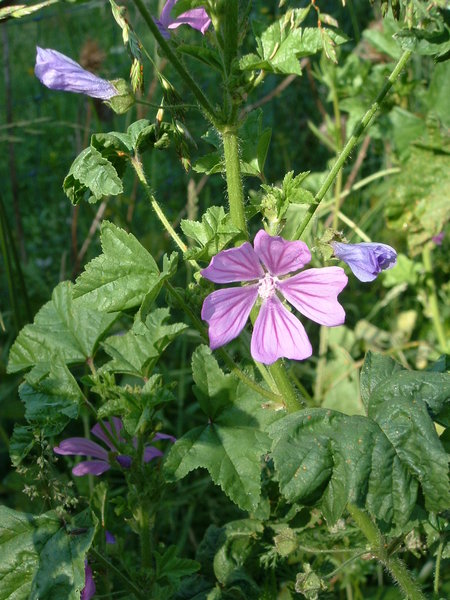
Flor de malva

- Color d'alguns mol·luscs.

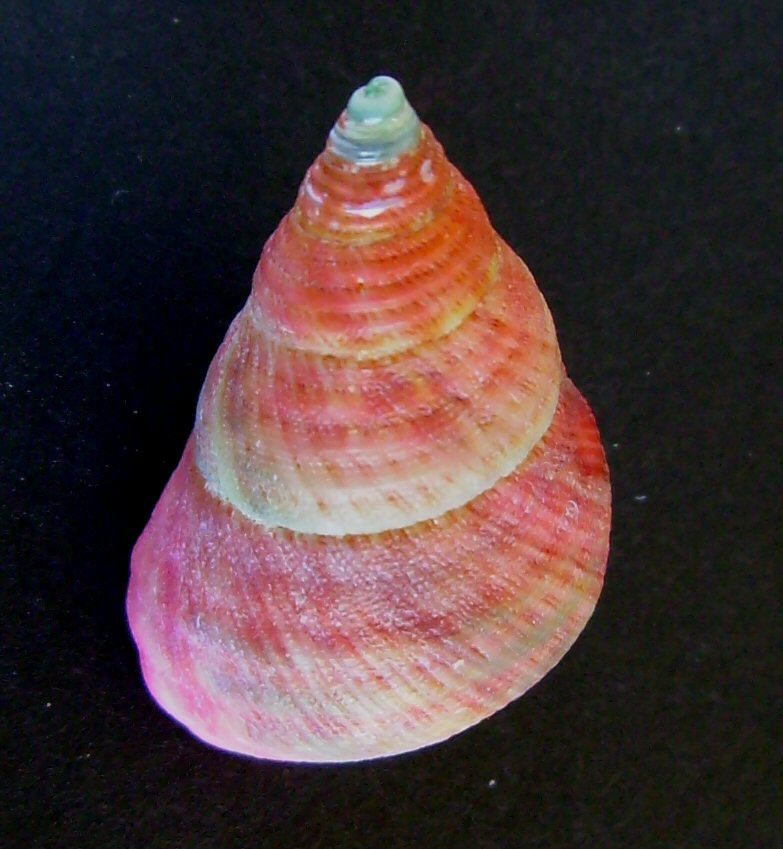
Cantharidus opalus opalus

- Color d'una posta de sol.
- Color d'alguns compostos inorgànics.

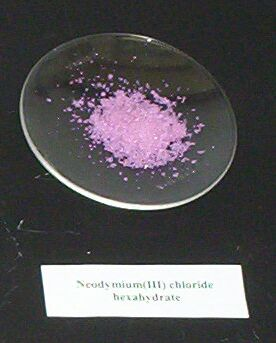
Clorur de neodimi

- Malva o ciclamen és el color d'un dels mallots dels guanyadors del Giro d'Itàlia
- Color que es fa servir en pintura artística.

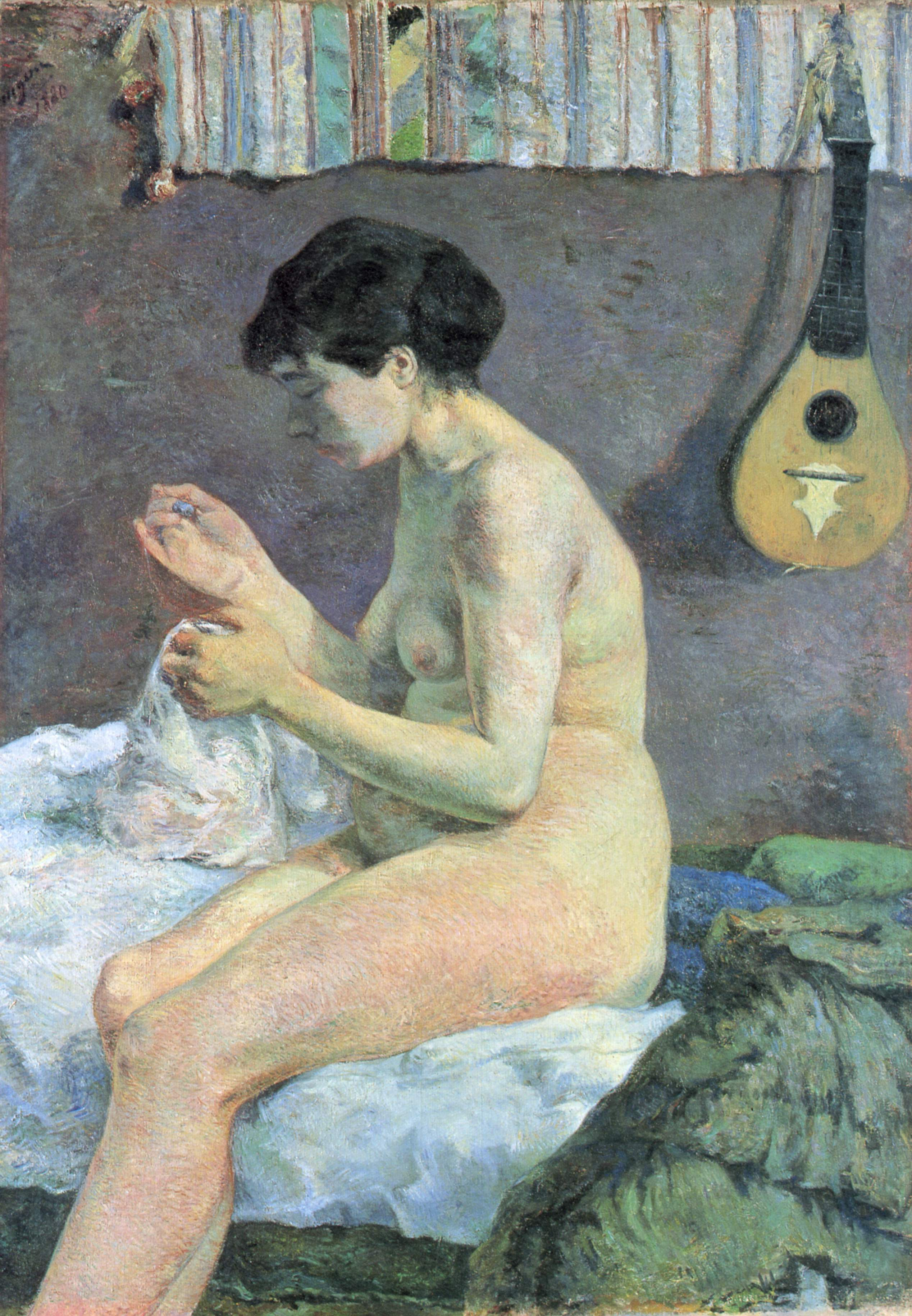
Paret tacada de malva a Estudi d'un nu, o Suzanne cosint, Paul Gauguin.
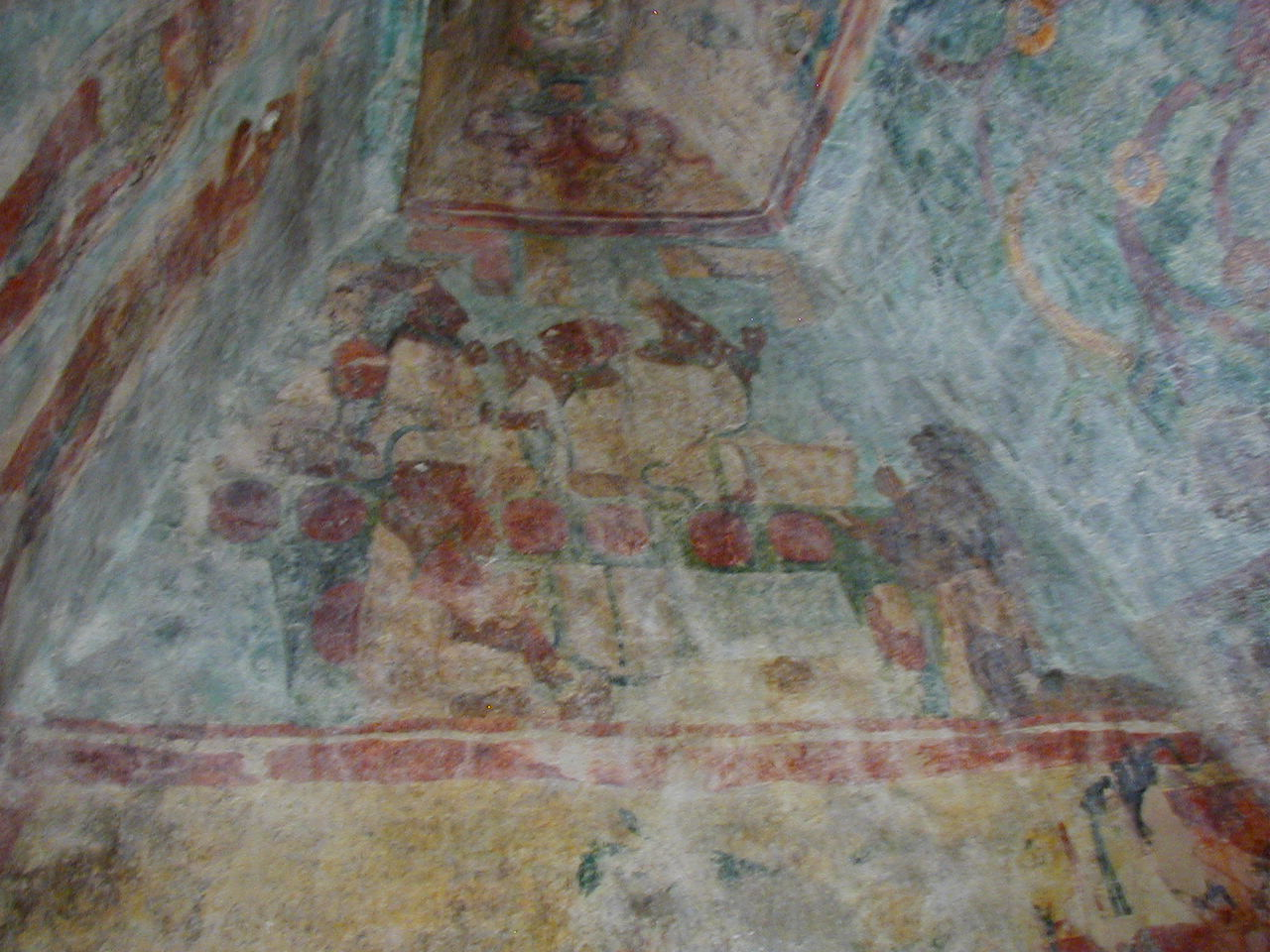
Frescos amb alguns tons malva a Bonampak (Mèxic).